# 32564 Glass
32564 Glass è un asteroide della fascia principale. Scoperto nel 2001, presenta un'orbita caratterizzata da un semiasse maggiore pari a 2,6303544 UA e da un'eccentricità di 0,1695652, inclinata di 11,52030° rispetto all'eclittica.